# 난지천
난지천은 과거 난지도가 섬이었을 때, 난지도를 돌고 흐르던 파류였다. 그러나 난지도가 육지가 되며 생긴 하천이다.